# Coll de l'Erola (Reiners)
|  | Per a altres significats, vegeu « Coll de l'Erola (Collserola)». |

El Coll de l'Erola, antigament de Serola o S'Erola (i en alguns mapes, de la Riola), és un coll situat a 586,9 m alt del terme comunal de Reiners, a la comarca del Vallespir, a la Catalunya del Nord.
És a la zona central-meridional del terme, al sud-oest del Mas de l'Eixalà, al sud-est del Mas de l'Escarabill i al nord del Mas Potau, en el camí que uneix aquests masos.
Està documentat des del 1377.